# Бланко, Андрес Элой

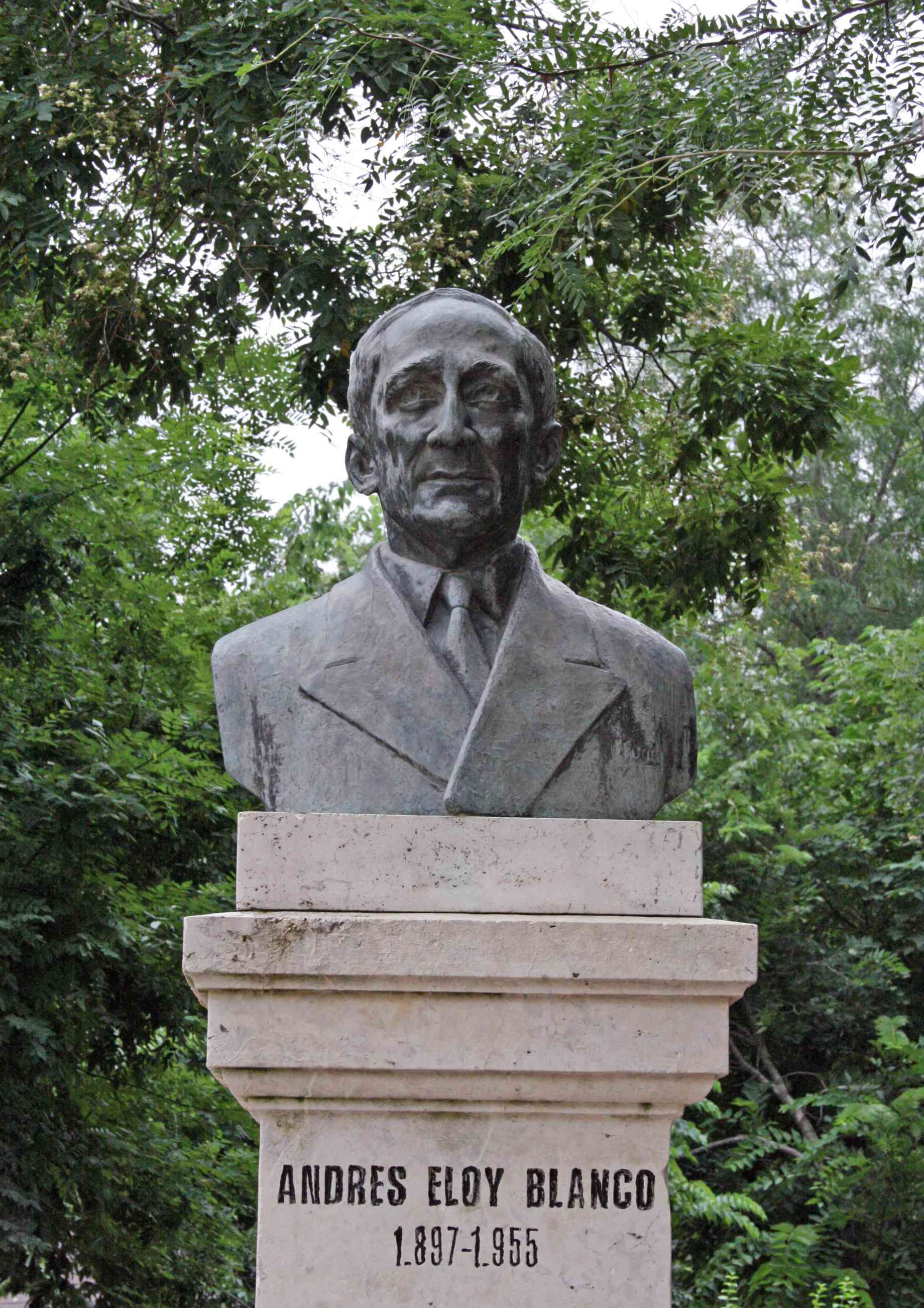
Бюст Андреса Элой Бланко в парке Буэн-Ретиро (Мадрид)

Андрес Элой Бланко Меаньо (исп. Andrés Eloy Blanco Meaño; 6 августа 1896, Кумана, штат Сукре, Венесуэла — 21 мая 1955, Мехико, Мексика) — венесуэльский поэт, писатель
, политический и государственный деятель; адвокат по профессии. Один из основателей левоцентристской политической партии Венесуэлы Демократическое действие (1941), министр иностранных дел Венесуэлы (февраль-ноябрь 1948).

## Биография
Семья Бланко поселилась на острове Маргарита (штат Нуэва Эспарта), где он прожил часть своего детства. Позже, переехал в Каракас, чтобы начать учёбу в Центральном университете Венесуэлы.
С молодости занимался политической деятельностью и подвергался репрессиям. В 1918 году, будучи студентом юридического факультета университета, за участие в демонстрациях против режима был арестован и брошен в тюрьму. По окончании учёбы стал заниматься юриспруденцией, а также продолжал писать.
Начало его литературной деятельности было связано с группой т. н. «поэтов 1918 года». Первую свою литературную премию получил в 1918 году за поэму «Canto a la Espiga y al Arado», тогда же опубликовал свою первую драматическую пьесу «El huerto de la epic».
В 1923 году был награждён первой премией на Цветочных играх в Сантандере (Кантабрия) за свою поэму «Canto a España». Отправился в Испанию, чтобы получить награду, и оставался там более года, знакомясь с литературным авангардом. В 1924 году стал членом Севильской королевской академии литературы. В том же году посетил Гавану, где встретился с кубинскими и венесуэльскими интеллектуалами в изгнании.
Был членом группы венесуэльских студентов, возглавлявших акции протеста в Каракасе в 1928 году против диктатуры Хуана Висенте Гомеса. Тогда же начал редактировать нелегальную диссидентскую газету «El Imparcial». После Государственного переворота 7 апреля был арестован и содержался в тюрьме до 1932 года, затем был освобождён по состоянию здоровья. В общей сложности в тюрьмах и ссылке провёл около 8 лет.
После смерти Хуана Висенте Гомеса Андрес Элой Бланко был назначен главой Службы кабинета министров в Министерстве общественных работ. Однако его решительная критическая позиция против подавления демонстраций в 1936 году и его членство в Венесуэльской революционной организации привели к решению отстранить его от политики. Однако, в 1937 году его критика действий правительства заставила его уйти в отставку и вернуться к политике на уровне муниципалитета Каракас, председателем которого он избирался.
Также избирался депутатом в Национальный конгресс Венесуэлы. В 1946 году был избран президентом Национального учредительного собрания и призвал к реформе конституции страны.
С 15 февраля 1948 по 24 ноября 1948 года занимал кресло министра иностранных дел Венесуэлы в правительстве президента Ромуло Гальегоса. После военного переворота 1948 года в Венесуэле уехал в эмиграцию в Мексику, где посвятил себя поэзии.
В 1955 году погиб в дорожно-транспортном происшествии.
Прославился в Венесуэле, как поэт и юмористический писатель.
Умер в Мехико.

## Память
В его честь названы несколько муниципалитетов Венесуэлы.

## Избранные произведения
- El huerto de la epopeya (1918)
- Tierras que me oyeron (1921)
- Los claveles de la puerta (1922)
- El amor no fue a los toros (1924)
- El Cristo de las violetas (1925, пьеса)
- Poda (1934)
- La aeroplana clueca (1935)
- El pie de la Virgen (1937, пьеса)
- Barco de piedra (1937)
- Abigaíl (1937, пьеса)
- Malvina recobrada (1937, пьеса)
- Baedeker 2000 (1938)
- Liberación y Siembra (1938)
- Navegación de altura (1942, сборник политических статей)
- Vargas, albacea de la angustia (1947, автобиография)
- Los muertos las prefieren negras (1950, пьеса)
- A un año de tu luz (1951)
- La Hilandera (1954)
- El poeta y el pueblo (1954)
- Giraluna (1955)
- La Juanbimbada (1959, посмертно)
- Orinoco